# Liste des pièces commémoratives de 2 euros de 2008
Carte
- une pièce commémorative de 2 € émise
- pas de pièce commémorative de 2 € émise
- ne fait pas partie de la zone euro

Chronologie
2007 2009
Pour un article plus général, voir Pièce commémorative de 2 euros.
Une pièce commémorative de 2 euros est une pièce de 2 euros frappée par un État membre de la zone euro ou par un des micro-États autorisés à frapper des pièces de monnaie libellées en euro, destinée à commémorer un événement historique ou célébrer un événement actuel important. 
Cet article répertorie les 10 pièces commémoratives émises en 2008.
En cette année 2008, la France et la Slovénie émettent leur première pièce commémorative de 2 € en dehors des émissions communes. L'année précédente, ces deux pays avaient chacune frappé une pièce commémorant le 50e anniversaire du Traité de Rome comme les 11 autres états membres.

## Pièces émises
| Allemagne                | Présidence de Hambourg au Bundesrat |                       |
|                          | Cette pièce est la troisième de la première série de 16 pièces de 2 € commémoratives sur les Länder allemands. La représentation de l'Église Saint-Michel de Hambourg. Le mot HAMBURG (Hambourg) apparaît sous l'église. Les douze étoiles du drapeau européen forment un demi-cercle sur la partie supérieure de l'anneau externe, interrompu par le millésime 2008 au sommet de la pièce. Le nom du pays émetteur BUNDESREPUBLIK DEUTSCHLAND forme un demi-cercle sur la partie inférieure de l'anneau extérieur. |                       |
| Graveur : Erich Ott      | \| Gravure sur la tranche : \| Date : \| Tirage : \| \| \| 1er février 2008 \| 30 millions de pièces[3] \| |                       |
| Gravure sur la tranche : | Date : | Tirage :              |
|                          | 1er février 2008 | 30 millions de pièces |

| Belgique                 | 60e anniversaire de la Déclaration universelle des droits de l'homme |                      |
|                          | Des lignes courbes autour d'un rectangle sur lequel figure le chiffre 60. Au-dessus du dessin, le millésime 2008, et en dessous, l'inscription UNIVERSAL DECLARATION OF HUMAN RIGHTS (déclaration universelle des droits de l'homme). Le nom du pays émetteur dans les trois langues nationales BELGIE - BELGIQUE - BELGIEN est inscrit en demi-cercle dans le bas. L'anneau externe de la pièce comporte les douze étoiles du drapeau européen. |                      |
| Graveur : Luc Luycx      | \| Gravure sur la tranche : \| Date : \| Tirage : \| \| \| Mai 2008 \| 5 millions de pièces \| |                      |
| Gravure sur la tranche : | Date : | Tirage :             |
|                          | Mai 2008 | 5 millions de pièces |

| Finlande                 | 60e anniversaire de la Déclaration universelle des droits de l'homme |                       |
|                          | Une silhouette humaine aperçue au travers d'une ouverture en forme de cœur dans un mur de pierre. Le texte en anglais HUMAN RIGHTS (droits de l'homme) apparaît sous le cœur. Le millésime 2008 est gravé au-dessus du cœur. L'indication du pays émetteur FI apparaît dans le bas du dessin. L'anneau externe de la pièce comporte les douze étoiles du drapeau européen. |                       |
| Graveur : Tapio Kettunen | \| Gravure sur la tranche : \| Date : \| Tirage : \| \| \| Octobre 2008 \| 1,5 million de pièces[6] \| |                       |
| Gravure sur la tranche : | Date : | Tirage :              |
|                          | Octobre 2008 | 1,5 million de pièces |

| France                    | Présidence du Conseil de l'Union européenne |                       |
|                           | Cette pièce est la première pièce commémorative de 2 euros émise par la France en dehors des émissions communes. La légende 2008 PRÉSIDENCE FRANÇAISE UNION EUROPÉENNE et l'acronyme du pays émetteur RF (pour République française). L'anneau externe de la pièce comporte les douze étoiles du drapeau européen. |                       |
| Graveur : Philippe Starck | \| Gravure sur la tranche : \| Date : \| Tirage : \| \| \| Juillet 2008 \| 20 millions de pièces \| |                       |
| Gravure sur la tranche :  | Date : | Tirage :              |
|                           | Juillet 2008 | 20 millions de pièces |

| Italie                           | 60e anniversaire de la Déclaration universelle des droits de l'homme |                      |
|                                  | La représentation d'un homme et d'une femme avec les symboles du droit à la paix, à l'alimentation, au travail et à la liberté représentés par le rameau d'olivier, l'épi de blé, la roue dentée et le fil de fer barbelé et les anneaux de chaîne brisés par le chiffre 60. Au centre, les initiales RI du pays émetteur ; à gauche le millésime 2008. En bas, un cartouche avec l'inscription DIRITTI UMANI (Droits de l'homme). L'anneau externe de la pièce comporte les douze étoiles du drapeau européen. |                      |
| Graveur : Maria Carmela Colaneri | \| Gravure sur la tranche : \| Date : \| Tirage : \| \| \| Avril 2008 \| 5 millions de pièces \| |                      |
| Gravure sur la tranche :         | Date : | Tirage :             |
|                                  | Avril 2008 | 5 millions de pièces |

| Luxembourg               | Château de Colmar-Berg |                     |
|                          | Au premier plan sur le côté gauche, l'effigie du Grand-Duc Henri regardant à droite et, à l'arrière-plan sur le côté droit, l'image du Château de Colmar-Berg. Le millésime 2008 est inscrit dans le haut. Le nom du pays émetteur LËTZEBUERG apparaît en bas. L'anneau externe de la pièce comporte les douze étoiles du drapeau européen. |                     |
| Graveur : Alain Hoffmann | \| Gravure sur la tranche : \| Date : \| Tirage : \| \| \| Février 2008 \| 1 million de pièces[10] \| |                     |
| Gravure sur la tranche : | Date : | Tirage :            |
|                          | Février 2008 | 1 million de pièces |

| Portugal                 | 60e anniversaire de la Déclaration universelle des droits de l'homme |                  |
|                          | Les armoiries portugaises dans la partie supérieure, au-dessus du nom du pays émetteur PORTUGAL, le millésime 2008 et un dessin géométrique dans la moitié inférieure. La légende 60 ANOS DA DECLARAÇÃO UNIVERSAL DOS DIREITOS HUMANOS (60 ans de la déclaration universelle des droits de l'homme) est inscrite le long des deux tiers inférieurs du noyau interne. L'anneau externe de la pièce comporte les douze étoiles du drapeau européen. |                  |
| Graveur : João Duarte    | \| Gravure sur la tranche : \| Date : \| Tirage : \| \| \| Septembre 2008 \| 1 035 000 pièces \| |                  |
| Gravure sur la tranche : | Date : | Tirage :         |
|                          | Septembre 2008 | 1 035 000 pièces |

| Saint-Marin                         | 2008, année européenne du dialogue interculturel |                |
|                                     | La représentation stylisée par cinq silhouettes des cultures des cinq continents placée sur une carte du continent européen au-dessus de quatre livres stylisés représentant les textes sacrés des différentes communautés. En haut, le nom du pays émetteur SAN MARINO est placé en arc de cercle au-dessus du millésime 2008. En bas, la légende ANNO EUROPEO DEL DIALOGO INTERCULTURALE (année européenne du dialogue interculturel). L'anneau externe de la pièce comporte les douze étoiles du drapeau européen. |                |
| Graveur : Ettore Lorenzo Frapiccini | \| Gravure sur la tranche : \| Date : \| Tirage : \| \| \| Avril 2008 \| 130 000 pièces \| |                |
| Gravure sur la tranche :            | Date : | Tirage :       |
|                                     | Avril 2008 | 130 000 pièces |

| Slovénie                                 | 500e anniversaire de la naissance du réformateur protestant slovène Primož Trubar, en 1508 |                     |
|                                          | Cette pièce est la première pièce commémorative de 2 euros émise par la Slovénie. L'effigie de Primož Trubar de profil tournée vers la gauche. À gauche, en deux demi-cercles, les inscriptions PRIMOŽ TRUBAR et 1508-1586. En bas à droite, en demi-cercle, le nom du pays émetteur SLOVENIJA et le millésime 2008. L'anneau externe de la pièce comporte les douze étoiles du drapeau européen. |                     |
| Graveur : Miljenko Licul (sl) Maja Licul | \| Gravure sur la tranche : \| Date : \| Tirage : \| \| \| Mai 2008 \| 1 million de pièces \| |                     |
| Gravure sur la tranche :                 | Date : | Tirage :            |
|                                          | Mai 2008 | 1 million de pièces |

| Vatican                  | Année 2008 dédiée à Saint Paul |                |
|                          | La représentation de la conversion de Saint Paul : ébloui par une lumière venant du ciel sur le chemin de Damas (représenté à l'arrière plan), son cheval se cabre. À droite, la légende : ANNO SANCTO PAULO DICATO (année dédiée à Saint Paul) et, à gauche, l'indication du pays émetteur CITTÀ DEL VATICANO. Le millésime 2008 se trouve à droite. L'anneau externe de la pièce comporte les douze étoiles du drapeau européen. |                |
| Graveur : Guido Veroi    | \| Gravure sur la tranche : \| Date : \| Tirage : \| \| \| Octobre 2008 \| 100 000 pièces \| |                |
| Gravure sur la tranche : | Date : | Tirage :       |
|                          | Octobre 2008 | 100 000 pièces |

## Compléments

### Lectures approfondies
- Olivier Fournier (dir.), €5 : €monnaies et €billets 1999-2009, Paris, Les Chevaux-Légers, 2009 (ISBN 978-2-916996-13-4)
- Catalogue euro, Monnaie et billets 2014, Geesthacht, Leuchtturm, 2014 (ISBN 978-3-00-026627-0)